# Polo celeste

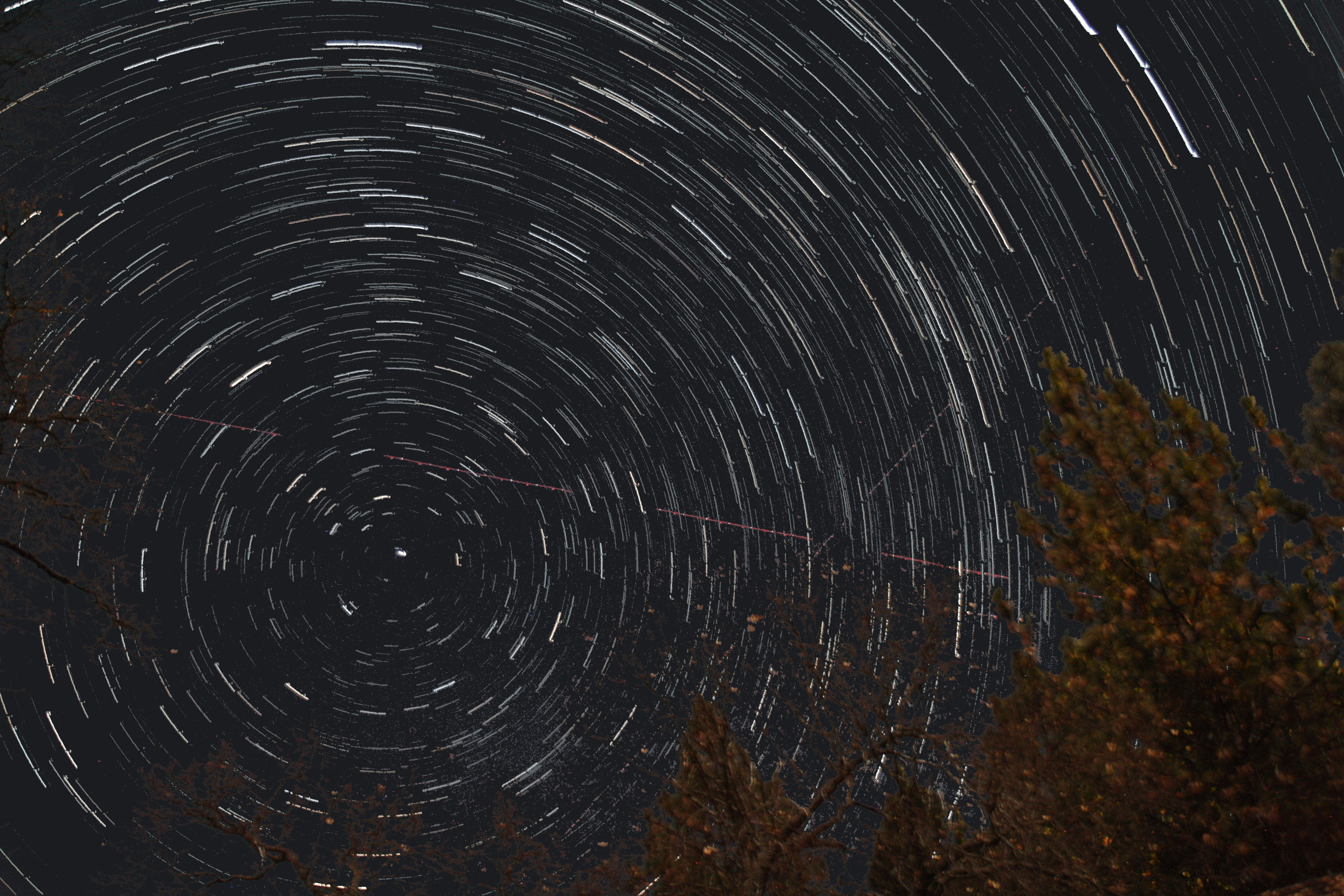
Fotografia a lunga posa che evidenzia l'effetto del moto di rotazione degli astri attorno a un punto fisso che identifica il polo celeste

I poli celesti sono due punti diametralmente opposti individuati dall'intersezione dell'asse di rotazione terrestre con la sfera celeste. Possono anche pensarsi come la proiezione dei poli geografici sulla sfera celeste e assumono quindi i nomi di polo celeste Nord e polo celeste Sud, o più raramente anche polo celeste boreale e polo celeste australe. Quello contenuto nell'emisfero celeste visibile si chiama polo celeste elevato, l'altro si chiama polo celeste depresso.
L'altezza del polo celeste elevato è uguale al valore assoluto della latitudine dell'osservatore. Ne discende che per un osservatore posto nell'emisfero boreale il polo celeste elevato è quello Nord, nell'emisfero australe quello Sud; all'equatore ambo i poli celesti giacciono sull'orizzonte e coincidono con i punti cardinali Nord e Sud; ai poli geografici il polo celeste omonimo è elevato e coincide con lo Zenit, l'altro è depresso e coincide con il Nadir. 

L'emisfero azzurro è l'emisfero visibile, l'emisfero blu quello invisibile; P il polo celeste elevato, P' quello depresso; Z lo Zenit, Z' il Nadir; H,E,H',W sono i punti cardinali; il cerchio EHWH' è l'orizzonte, PZP'Z' è il meridiano locale; la retta PP' è l'asse celeste; il punto C è il centro della Terra e della sfera celeste, O è l'osservatore.

I poli celesti sono anche poli dell'equatore celeste, hanno quindi declinazione di +90° e -90°, rispettivamente per il polo celeste Nord e per il Sud. La retta passante per i poli celesti è detta asse celeste.

## Astri circumpolari e anticircumpolari

Astri circumpolari attorno al polo celeste Nord.

Osservato da un punto della superficie terrestre il cielo sembra ruotare da Est verso Ovest, compiendo un giro completo in 23 ore 56 minuti e 4 secondi (giorno siderale). Questo fenomeno è dovuto alla rotazione della Terra attorno al proprio asse. I poli celesti rimangono per conseguenza della definizione fissi nel cielo e tutti gli altri punti sembrano ruotare loro attorno.
Gli astri compresi all'interno del cerchio che ha per centro il polo celeste elevato e raggio pari all'altezza del polo sull'orizzonte si chiamano circumpolari e non tramontano mai: sono visibili a ogni ora del giorno e della notte, in ogni periodo dell'anno. Simmetricamente, quelli compresi in analogo cerchio con centro nel polo celeste depresso sono anticircumpolari e non sorgono mai.

## Trovare i poli celesti nel cielo

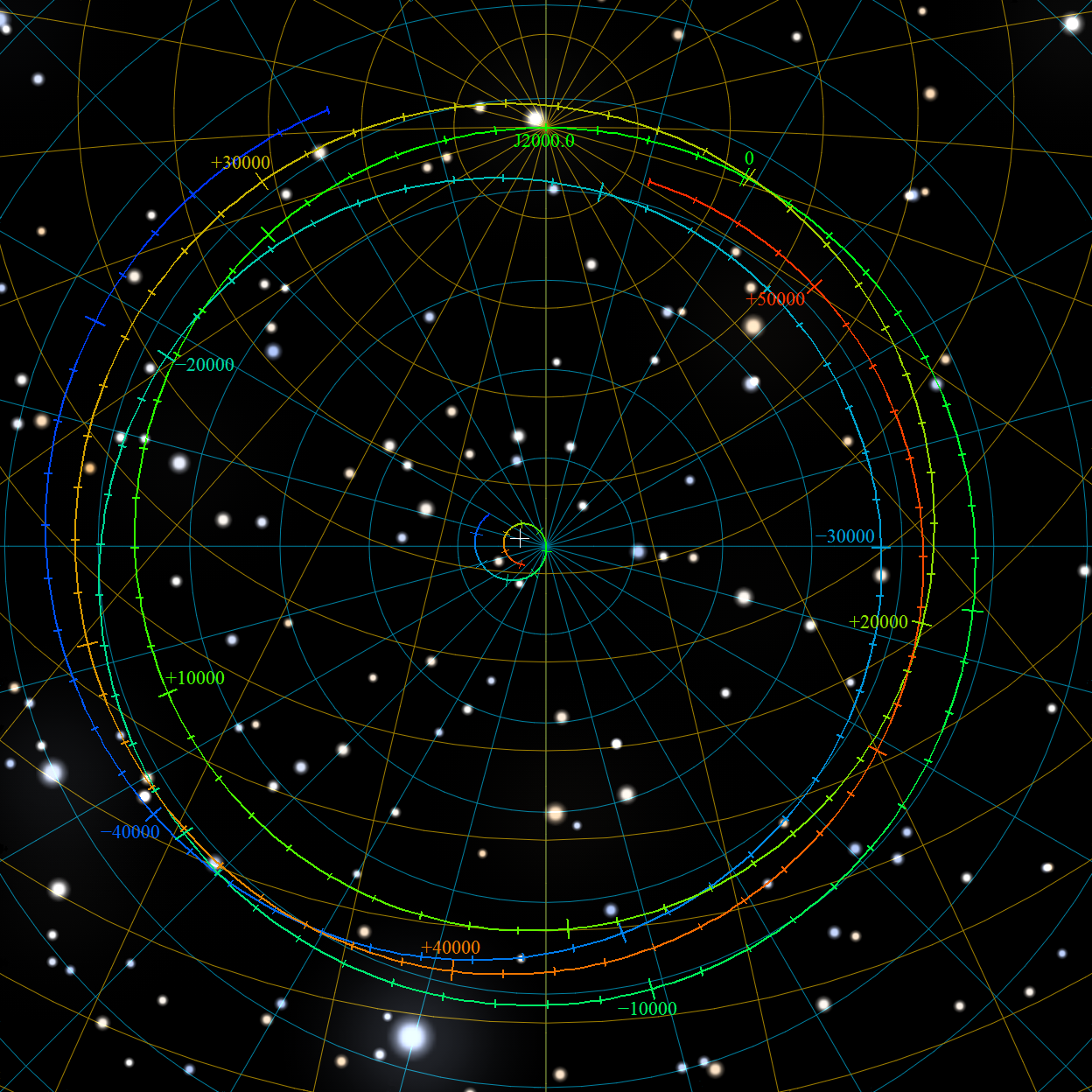
La proiezione del percorso di precessione del Polo Nord sul cielo fisso dell'epoca J2000.0 per l'intervallo di tempo da 48000 a.e.v. al 52000 a.e.c..

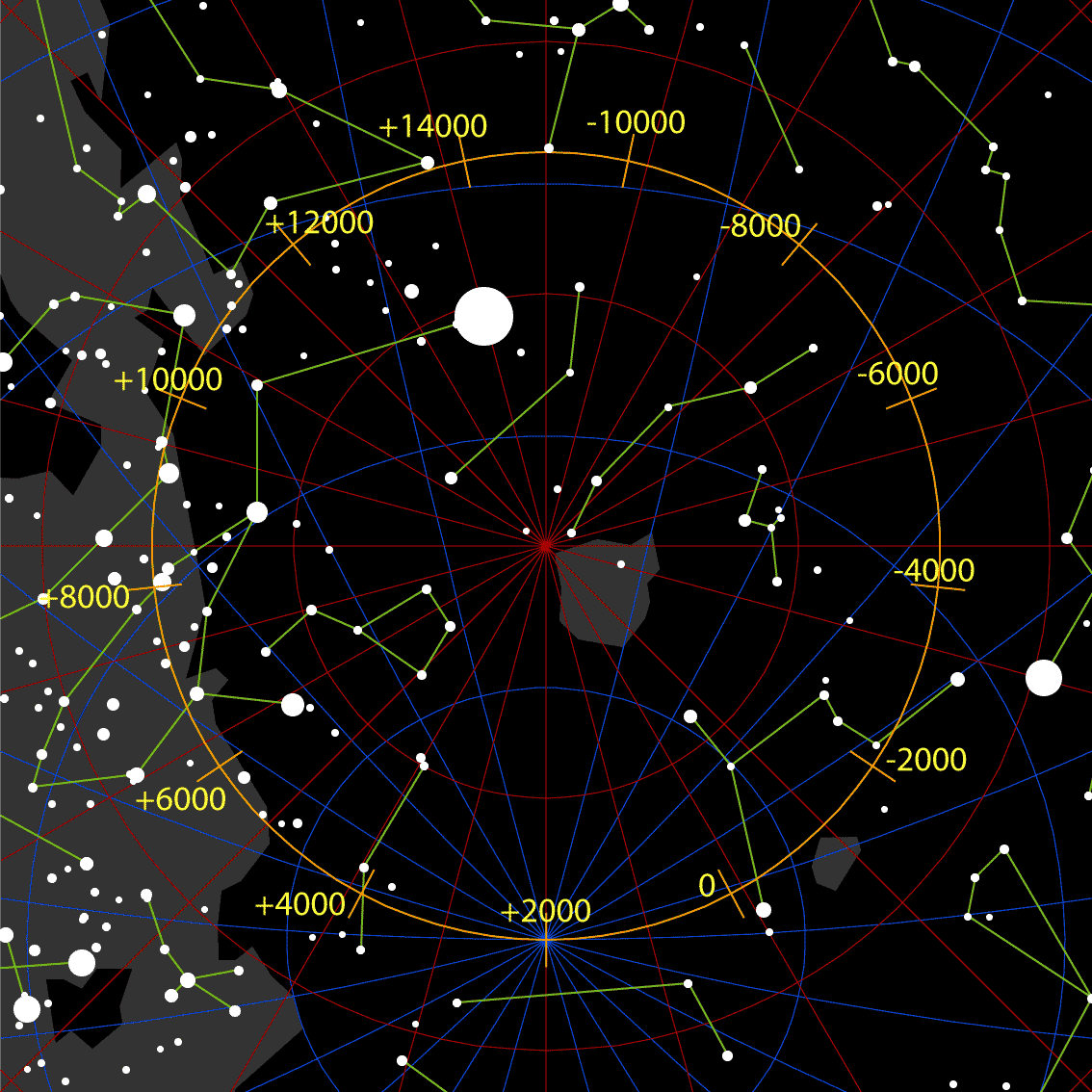
Precessione Sud

Polaris (α UMi) è attualmente molto prossima al polo celeste Nord. Questa vicinanza è tuttavia momentanea: a causa della precessione degli equinozi, Polaris resterà prossima al polo solo per qualche secolo, cioè per una piccola frazione del periodo complessivo di precessione, chiamato grande anno, che vale poco meno di 25.800 anni. La vicinanza di Polaris al Polo Nord celeste è assai utile per orientarsi, soprattutto nella navigazione: giace quasi sulla verticale del punto cardinale Nord e la sua altezza è quasi uguale alla latitudine geografica dell'osservatore. Polaris è tuttavia visibile soltanto dall'emisfero boreale.
Le due immagini mostrano il percorso dei poli celesti sulla sfera celeste a causa della precessione. Le date sono espresse in anni. Attualmente nell'emisfero celeste boreale Polaris è molto vicina al polo vero, mentre nell'emisfero celeste australe nessuna stella brillante è abbastanza prossima al polo e il ruolo polare appartiene a σ Octantis.

### Polo celeste Nord
È assai facile individuare la posizione del polo celeste Nord sulla volta celeste poiché nelle sue immediate vicinanze si trova Polaris, abbastanza brillante. Rivolti verso Nord conviene individuare la grande costellazione dell'Orsa Maggiore e prolungare la congiungente delle sue due stelle che si trovano da banda opposta rispetto alla coda, Dubhe (α UMa) e Merak (β UMa), per un tratto pari a circa 4,5 volte la distanza che le separa. La stella indicata è Polaris.

### Polo celeste Sud

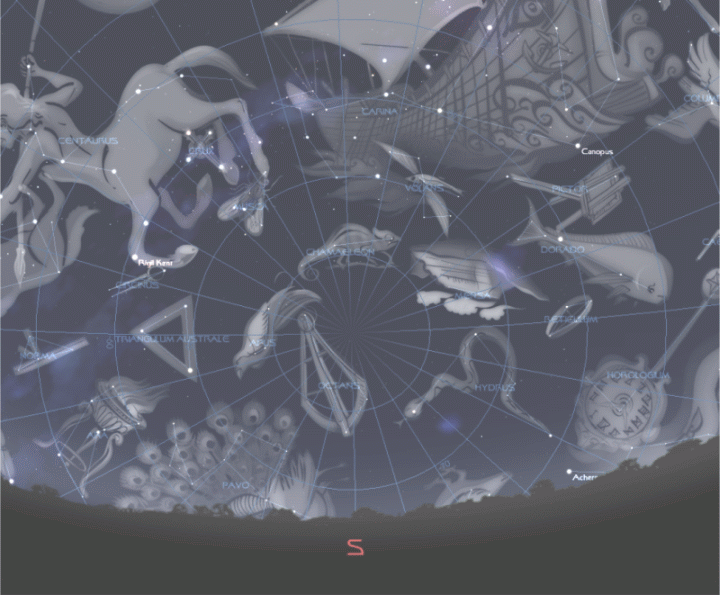
La Croce del Sud, indicatrice del polo, tra le zampe del Centauro

Nessuna stella brillante gli è vicina. Rivolti verso Sud conviene cercare la costellazione della Croce del Sud e prolungarne il braccio maggiore per un tratto pari a circa 4,5 volte la sua lunghezza. La debole stella indicata è σ Octantis, vicinissima al polo.
Un altro metodo può essere costruire il grande triangolo equilatero i cui vertici siano Canopo (α Car), Achernar (α Eri) e un terzo punto in direzione Sud. Quest'ultimo è approssimativamente il polo. In alternativa, e più malamente, un triangolo analogo può costruirsi impiegando quali due vertici di base le Nubi di Magellano.